# 米市胡同关帝庙
米市胡同关帝庙，原位于北京市西城区米市胡同115号，现位于南横东街与菜市口大街交叉路口的东北角文化广场内，是一座汉传佛教寺院。现为西城区普查登记文物。

## 简介
关帝庙原来位于米市胡同南口西侧，建于明朝天启五年（1625年）。清朝道光十九年（1839年），关帝庙僧了如募化重修。后来，该庙改为潘祖荫祠堂。该庙坐西朝东，平面呈不规则的矩形，主要建筑分布在一条中轴线上。2004年，被宣武区公布为文物普查登记项目。
2008年3月，在宣武区大吉片拆迁中，拆除了3处文物建筑，即南横东街的华严庵（原为会同四译馆）、米市胡同115号的米市胡同关帝庙（亦为潘祖荫祠）、菜市口胡同84号的潮州会馆，此后在南横东街与菜市口大街交口处的东北角复建了这三组建筑（名为复建，实际上是毁灭性拆毁后新建），其中米市胡同关帝庙、华严庵已经被开发商出租开作饭店。2011年米市胡同南边工地内挖出一个巨大的龟趺，长度约2.5米，年代应为明末清初，据信是米市胡同关帝庙的遗物，已被迁移到复建的关帝庙内。